# Stazione di Castel di Sangro (FAS)
La stazione di Castel di Sangro era una stazione ferroviaria a servizio del comune di Castel di Sangro sulla linea Sangritana gestita da FAS.
È affiancata all'omonima stazione della ferrovia Sulmona-Isernia, gestita da RFI.

## Storia
La stazione venne aperta in concomitanza con il troncone proveniente da Ateleta il 17 ottobre 1914.
È in disuso dal 2007 a causa della chiusura del tratto di ferrovia di cui era capolinea.
Nel 2012 partirono i lavori per unificare le stazioni della FAS a quella di RFI, senza che vi fosse alcuna necessità immediata.

## Strutture e impianti
L'impianto disponeva (ora il piazzale risulta asfalto) di un fabbricato viaggiatori, adibito a diverso uso, due banchine collegate tramite una passerella ferroviaria che servivano i primi due binari di arrivo e un altro edificio più piccolo che veniva utilizzato per i servizi igienici.
Possedeva uno scalo merci, dismesso dalla sua chiusura, con annesso magazzino che è, tuttavia, in buone condizioni pur essendo abbandonato. Esso ha 2 binari di raccordo con il resto del fascio binari.
Sono presenti due rimesse locomotive, una davanti all'ex magazzino e un'altra davanti al fabbricato viaggiatori, collegate agli altri binari mediante dei raccordi.
Il piazzale si compone di 8 binari, di cui due tronchi. I primi due erano serviti da banchina ed erano adibiti al servizio passeggeri, mentre ve ne erano numerosi altri di scalo, due tronchi che servivano lo scalo merci e altri quattro che permettevano l'accesso alle due rimesse locomotive.

## Servizi
La stazione disponeva di:
- Biglietteria a sportello
- Sala d'attesa
- Servizi igienici
- Bar

## Interscambi
La stazione aveva come interscambio una fermata autolinee e la stazione omonima gestita da RFI, posta sulla ferrovia Sulmona-Isernia. Quest'ultima è chiusa al traffico regolare in quanto nel tratto da Sulmona allo scalo RFI, e successivamente fino a Carpinone, nel 2011 è stato sospeso il servizio viaggiatori. La tratta è stata tuttavia riaperta poi nel 2014 da Fondazione FS Italiane e dall'associazione Le Rotaie esclusivamente per l'esercizio turistico.
- Stazione di Castel di Sangro (RFI)
- Fermata autolinee